# Velje Polje (Tutin)
Velje Polje (Servisch cyrillisch Веље Поље) is een plaats in de Servische gemeente Tutin. De plaats telt 251 inwoners (2002).